# Abitibi-Témiscamingue
Pour les articles homonymes, voir Abitibi-Témiscamingue (homonymie).
L'Abitibi-Témiscamingue est une région administrative de l'ouest du Québec, au Canada. Elle est composée de cinq municipalités régionales de comté (MRC) et de 79 municipalités. Ses principales villes sont Rouyn-Noranda, Val-d’Or, suivie de Amos et La Sarre.
Son économie dépend principalement de l'exploitation forestière dans les MRC d'Abitibi-Témiscamingue, d'Abitibi-Ouest et de Témiscamingue, des mines tout au long de la faille de Cadillac, entre Val-d'Or et Rouyn-Noranda, ainsi que de l'agriculture dans les MRC de Témiscamingue et d'Abitibi-Ouest.

## Toponymie
Abitibi : Il y aurait plusieurs variétés orthographiques dans la littérature ethnohistorique sur cet ethnonyme. Selon le père Antoine Silvy, les Abitibis, apparentés aux Cris de la baie James et qui peuplent le pourtour du lac Abitibi au XVIIe siècle s’auto-désignent  Apittipi anissinape qui signifie « Gens du lac à coloration foncée ».
Le terme le plus populaire proviendrait de l'algonquin signifiant : « là où les eaux se séparent ». La région est sise sur une ligne de partage des eaux, d'où cette dénomination donnée par les Algonquins à cette région, reprise par la suite par les Européens.
Selon une autre interprétation, ce mot signifierait « eaux mitoyennes » puisque le lac Abitibi (d'où la région tire son nom) est situé à mi-parcours entre la baie d'Hudson et le fleuve St-Laurent. Le mot Abitibi semble venir du mot Abitaw (dont la racine est abitt « milieu, la moitié ») et nipiy (« eau — qui fait ipi »), d'où abitipi : eau de milieu, eau à mi-distance.
Témiscamingue : dérive de l'algonquin timiskaming, se décomposant en timi, (« profond »), kami, (« étendue d'eau ») et ing (« au »), pour ainsi signifier « au lac profond ». On retrouve justement dans cette région un grand lac très profond appelé lac Témiscamingue. Les Témiscamingues, apparentés aux Anichinabés et qui peuplent le pourtour du lac Témiscamingue au XVIIe siècle, s’auto-désignent Sagi wan icana bi.

## Géographie
Sont répartis sur son territoire, en ordre d'importance : les forêts (66 %), les milieux humides (20,2 %), les eaux (11 %), les terres agricoles (2,3 %) et finalement les surfaces artificielles (0,5 %).

### Situation
Quatrième plus grande région du Québec, devancée seulement par le Nord-du-Québec, la Côte-Nord et le Saguenay–Lac-Saint-Jean, l'Abitibi-Témiscamingue a une superficie de 65 000 km2, soit plus de deux fois la Belgique. La région la plus à l'ouest du Québec, elle s'étend depuis la frontière ontarienne à l'ouest jusqu'à la Mauricie à l'est, puis de l'Outaouais au sud jusqu'au Nord-du Québec dans sa limite septentrionale, soit au 49e parallèle. À titre indicatif, la ville la plus au sud est Témiscaming (46°45'), la plus au nord est Normétal (49°00'), la plus à l'est est Senneterre (47°14') et la plus à l'ouest est La Reine (49°30').

### Relief
Située à même le Laurentides du bouclier canadien, la région est en partie composée de plateaux et de collines peu élevées et l'élévation moyenne y dépasse difficilement les 300 mètres. On retrouve néanmoins quelques petites formations montagneuses, comme les collines Abijévis, situées dans le Parc national d'Aiguebelle (mont Dominant, 565 m) et les collines Kékéko, se situant au sud-ouest de Rouyn-Noranda (colline Cheminis ou le mont Chaudron à 507 mètres). Cependant, le plus haut sommet se situe à l'est de Senneterre, où une colline sans nom au registre officiel culmine à 599 m (la deuxième colline la plus élevée, également anonyme, atteint 598 mètres).

### Hydrographie

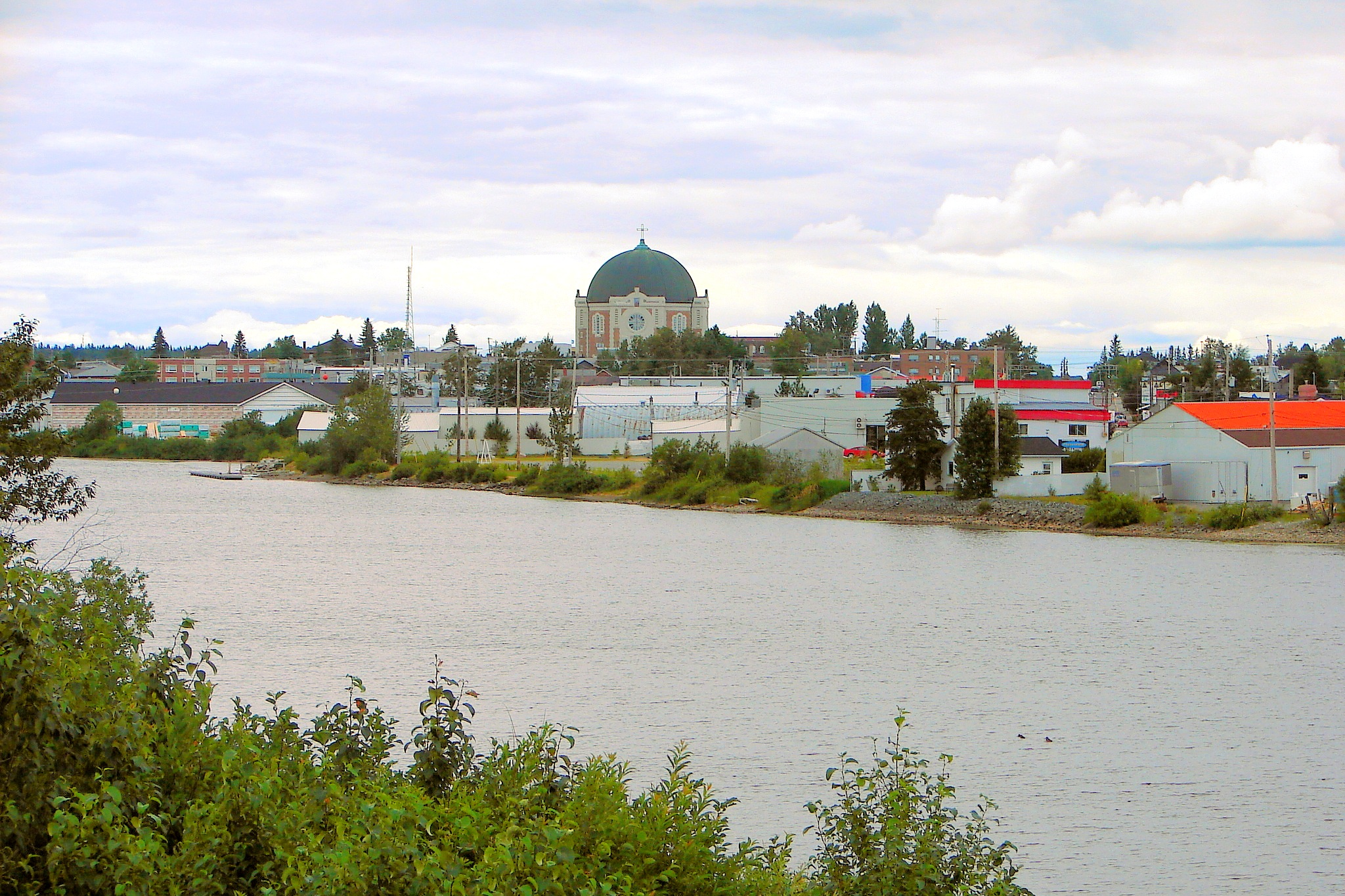
Rivière Harricana, à Amos.

Les bassins hydrographiques sont composés d'une importante quantité de cours d'eau, dans l'ensemble peu profonds dans la partie nord vu la relative planéité du relief. Si la partie nord appartient au bassin versant de la baie James, inversement la partie sud appartient au bassin versant de l'Outaouais et du Saint-Laurent. L'Abitibi est située sur la ligne de partage des eaux, qu'une série de petites collines forme, scindant en deux versants le relief abitibien. En plus de la ligne de partage des eaux, on retrouve en Abitibi l'esker Saint-Mathieu-Berry.
C'est pourquoi deux des principales rivières de cette région progressent en directions opposées. Alors que la rivière Kinojévis sillonne le sol argileux des plateaux abitibiens sur 140 km afin de rejoindre la rivière des Outaouais au sud, la rivière Harricana chemine vers le nord sur 553 km avant d'aboutir dans la baie James.
Parmi les principaux lacs de la région, on répertorie notamment le lac Osisko, ceinturé par le centre-ville de Rouyn-Noranda et apparaissant aussi sur certaines cartes en tant que lac Tremoy. Si ce lac est plutôt connu, il n'est toutefois pas important en taille, les lacs Témiscamingue, Kipawa, De Montigny, Malartic, Preissac, Abitibi étant parmi les plus vastes.

### Végétation
La forêt y est variée, passant d'une forêt mixte dans le Témiscamingue à la forêt boréale en Abitibi, et les terres étonnamment riches près des lacs Abitibi et Témiscamingue, l'ancienne période glaciaire ayant déposé de riches ceintures d'argile à ces endroits. L'ONG Action Boréale milite depuis 2000 pour la protection des forêts de la région.

## Histoire et culture

### Exploration et premiers habitants

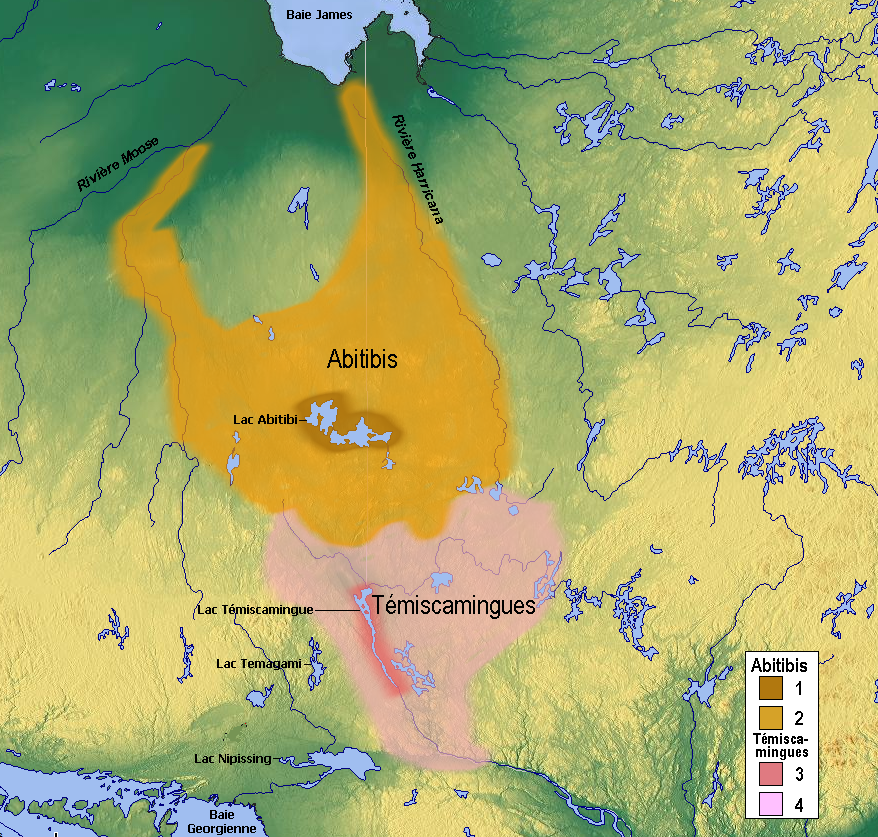
Les Abitibis (Cris) et les Témiscamingues (Algonquins) au XVIIe siècle.

D'abord habité depuis 8 000 ans par les Amérindiens et plus spécifiquement par les Algonquins depuis au moins le XIIIe siècle selon certaines recherches archéologiques, le territoire abitibien voit les premières expéditions européennes vers 1670 sous la direction de Pierre-Esprit Radisson, expéditions inhérentes à une stratégie de développement de la traite des fourrures dans la région de la baie d'Hudson et des colonies de la Nouvelle-France. Le Fort Témiscamingue, érigé en un point névralgique sur la berge est du lac Témiscamingue par un commerçant français en 1720 sur des terres Anicinabées, devient à l'époque un important carrefour pour la traite des fourrures le long de la route de traite de la baie d'Hudson.
Devenu possession française, puis britannique à la suite du traité d'Utrecht, le territoire abitibien appartient ensuite à la Compagnie de la Baie d'Hudson jusqu'à ce que celle-ci le cède à la Couronne Britannique dans le cadre de la cession des Territoires du Nord-Ouest et de la Terre de Rupert , que la Couronne Britannique vend à son tour au Canada en 1870 (pour la somme de 300 000 livres . Après de longues négociations auprès du gouvernement fédéral de Wilfrid Laurier par le Québec) . L'Abitibi est annexée à la province de Québec le 13 juin 1898 par décret fédéral. Le Témiscamingue de son côté, est déjà à cette époque au sein de la province de Québec, ce depuis le début de la Confédération. Il faisait déjà partie des configurations territoriales de la province, celles même qui composaient le Bas-Canada avant les Actes de l'Amérique du Nord britannique.
Concernant la ville d'Amos, un pilier de la région, il y est possible d'en apprendre sur cette dernière en se rendant à la  Société d'histoire d'Amos, un organisme à but non-lucratif.

### Colonisation du territoire

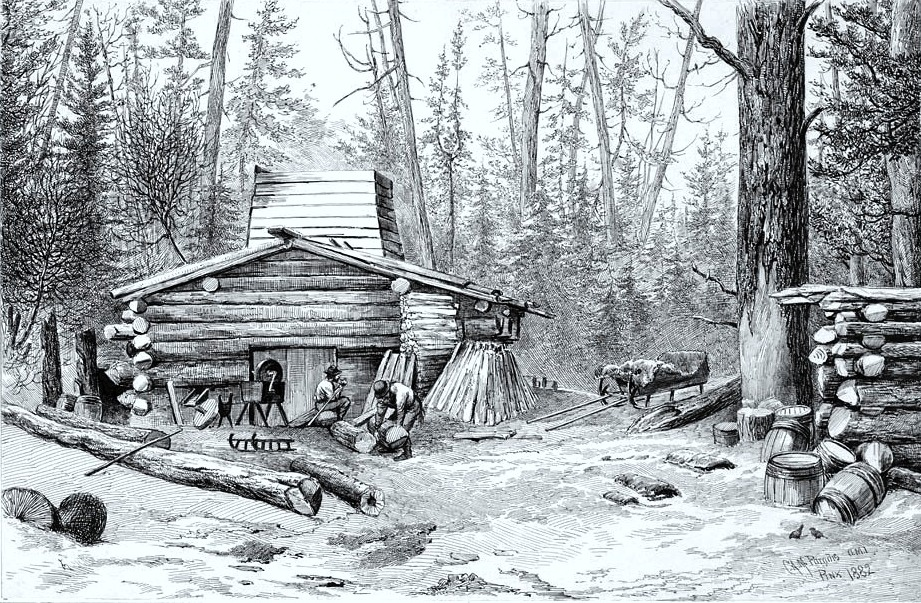
Chantier forestier près du lac Témiscamingue en 1882.

Si d'ores et déjà y vivent les Algonquins depuis fort longtemps, le développement à grande échelle du territoire témiscabitibien s'opère significativement vers la fin du XIXe siècle et au début du XXe siècle par le biais du développement de l'agriculture et de la foresterie. Initialement, ce développement prend racine dans la partie sud de la région, menant à la fondation entre autres, de Ville-Marie en 1886, et Témiscaming en 1888, cette dernière subséquemment conçue selon un aménagement urbain de type cité-jardin par l'architecte écossais Thomas Adams à la demande de la papetière Riordon Pulp and Paper Co.
Cependant, les premières vagues coloniales d'importance que rencontre la région, s'amorcent dans les années entourant les deux conflits mondiaux du début du XXe siècle. Faisant fi des aléas et des conditions de vie rudimentaires, des milliers de citadins des centres urbains du sud de la province rejoindront la région. Cette première vague migratoire amène les colons dans la partie septentrionale de la région, principalement le long du nouveau chemin de fer du National Transcontinental Railway. Premier creuset démographique à atteindre cette partie de la région, celui-ci ouvre dès lors le territoire à l'agriculture et conduit notamment à la fondation des villes d'Amos en 1914, de La Sarre en 1917, ou même à l'érection de différentes infrastructures n'ayant nul regard à la colonisation, comme le camp de prisonniers de Spirit Lake, instauré afin de servir la Loi des mesures de guerre lors de la Première Guerre mondiale.
Au cours des années 1930, des plans fédéraux et provinciaux tels que le plan Vautrin et le plan Gordon sont mis en œuvre; ces subsides étatiques prenant la forme de dons terriens subordonnées à conditions. Ces deux scénarios de colonisation planifiés tentent entre autres de soustraire des chômeurs des grandes villes victimes du krach de 1929, et les inciter à investir les régions non développées de la province, tout en accroissant ces populations régionales. Conjugués à la découverte de nombreux gisements aurifères le long de la faille de Cadillac qui amène avec elle des milliers de travailleurs miniers de l'Europe orientale, ces plans de colonisation engendrent ce qui peut être perçu comme la deuxième vague coloniale en Abitibi-Témiscamingue. Sans doute la colonisation la plus pluriethnique qu'ait pu connaître une région périphérique du Québec à l'époque hors Montréal, ce mouvement de colonisation laisse sur son passage plusieurs éléments architecturaux inusités, tels que des églises orthodoxes russes et ukrainiennes et même une synagogue à Rouyn-Noranda.

### Une «région ressource»

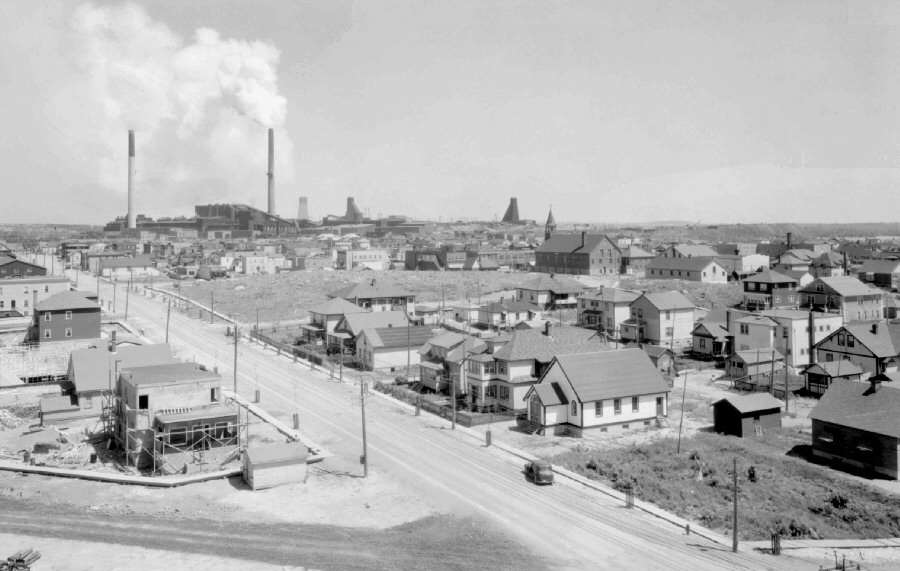
Rouyn-Noranda, en 1937.

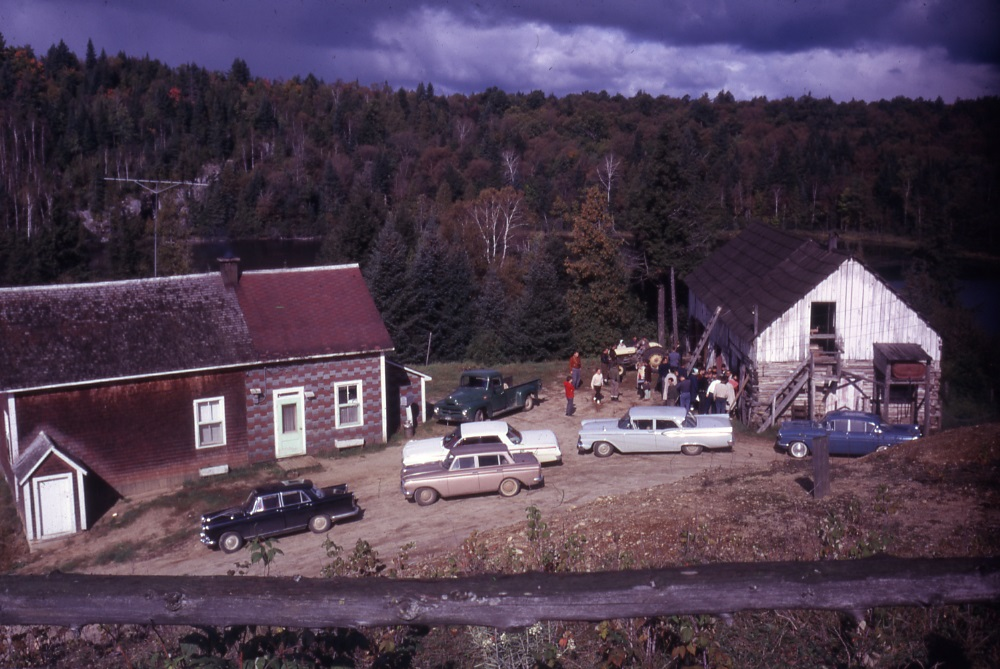
Ferme en Abitibi-Témiscamingue en 1962.

Ainsi, l'industrie minière, laquelle consiste essentiellement à l'exploitation de gisements d'or et de cuivre, contribuera également à l'effervescence que rencontre la région à l'aube de la Seconde grande guerre, alors que de nombreux gisements exceptionnels entrent en phase d'exploitation à travers la région. De nouvelles villes sont alors créées et explosent en quelques années, parmi elles, les villes de Rouyn-Noranda (initialement deux villes distinctes) en 1926 dans l'ouest de la région et Val-d'Or dans l'est de la région en 1934 qui encore aujourd'hui constituent les piliers économiques et démographiques de la région.
Au cours des années 1960 et 1970, conséquemment à la lancée des grands projets hydro-électriques dans le moyen-nord québécois et du fait de sa situation géographique, la région deviendra progressivement un centre important en ce qui a trait aux relations commerciales avec le Nord-du-Québec et les communautés autochtones. Cet isolement géographique relatif de la région avec le reste du Québec tendra également à favoriser maintes relations culturelles, économiques et sociales avec le nord de l'Ontario, les autochtones de la région et du Nord-du-Québec.

## Tradition et culture
- Conseil de la culture de l'Abitibi-Témiscamingue (conseil régional de la culture)

### Arts visuels
- Jacques Baril (sculpteur), Abitibi-Ouest
- Daniel Corbeil (plasticien), né à Val-d'Or
- Geneviève et Matthieu, originaire de Rouyn-Noranda
- Norbert Lemire, aquarelliste né à Ste-Rose-de-Poularies

### Cinéma

#### Documentaires
Les premiers documentaires canadiens ont été tournés en Abitibi-Témiscamingue à l'époque de la colonisation comme En pays neufs (1937) de Maurice Proulx. En 1959, le documentariste Gilles Groulx réalise son documentaire Normétal qui présente le village du même nom et la vie quotidienne de ses travailleurs. Les images sont prises par Michel Brault.
Dans les années 1970 et 1980, Pierre Perreault réalise Un royaume vous attend avec Bernard Gosselin, Le Retour à la terre et Gens d'Abitibi avec la participation d'Hauris Lalancette. La région apparaît aussi dans le long métrage documentaire La richesse des autres de Maurice Bulbulian en 1973.
Dans les années 1990 et 2000, Richard Desjardins et Robert Monderie ont réalisé l'Erreur boréale, Le peuple invisible et Trou Story, traitant de sujets environnementaux et autochtones. En 2003, Martin Guérin présente le documentaire Bric-à-Brac.
À partir de 2014, avec son film Danse avec elles, la réalisatrice Béatriz Mediavilla explore une niche cinématographique et se spécialise dans les documentaires qui porte sur la danse.
Le réalisateur, Serge Bordeleau, quant à lui, explore le cinéma en réalité virtuelle avec sa série Abitibi360 à partir de 2017.
En 2022, Dominic Leclerc présente Pour nous chez nous au FCIAT.

#### Au cinéma
Dès les années 1920, plusieurs films hollywoodiens sont tournés au Témiscamingue dont The Snow Bride (en) d'Henry Koller.

D'autres films ont été tournés en Abitibi-Témiscamingue tirant parti des particularités géographiques de la région, notamment :
- Souterrain (film, 2020) (2020) ;
- Nous sommes Gold (2019) ;
- Junior majeur (2017) ;
- Guibord s'en va-t-en guerre (2015) ;
- Chasse au Godard d'Abbittibbi (2013) ;
- Alex marche à l'amour (2013)
- Je me souviens (film, 2009) (2009) ;
- Beat (film, 1976) (1976) ;
- L'Hiver bleu (1976) ;
- Les Corps célestes (film) (1973)
- Tout l'or du monde (1959)

Sophie Dupuis, Éric Morin, Robert Cornellier, et Cédric Corbeil[réf. à confirmer] sont également des cinéastes originaires de l'Abitibi-Témiscamingue.
La présence autochtone est importante dans le cinéma régional avec Kevin Papatie et la présence régulière de Wapikoni, d'où a émergé le rappeur Samian.
On retrouve aussi quelques maisons de productions en Abitibi-Témiscamingue comme Nadagam films, Productions Nova Média et Major productions.

## Démographie
| 1951    | 1961    | 1971    | 1981    | 1986    | 1991    | 1996    | 2001    | 2006    |
| ------- | ------- | ------- | ------- | ------- | ------- | ------- | ------- | ------- |
| 136 725 | 155 484 | 148 237 | 153 566 | 146 770 | 151 978 | 153 905 | 146 097 | 143 872 |

| 2011    | 2016    | 2021    | 2026 | 2031 | 2036 | 2041 | 2046 | 2051 |
| ------- | ------- | ------- | ---- | ---- | ---- | ---- | ---- | ---- |
| 145 690 | 146 717 | 148 242 | -    | -    | -    | -    | -    | -    |

- Population : 148 242 habitants[20] (2021)
- Superficie : 65 143 km2 (2007)
- Densité : 2 hab./km2 (2007)
- Taux de natalité : 9,2 % (2004)
- Taux de mortalité : 7,5 % (2003)
- Langue parlée à la maison
  - Français, 94,8 %
  - Anglais, 3,6 % (5 100 personnes en 2006 et 5 265 en 2001)
  - Langue algonquine, 1,6 % (environ 2 000 personnes soit un quart de la population totale autochtone, les autres ont l'anglais le plus souvent ou le français comme langue maternelle)[21].
- Langue parlée au travail (2001)
  - Français, 78,6 %
  - Français et anglais, 19,1 %[22].

## Tourisme

### Parcs nationaux et forêts

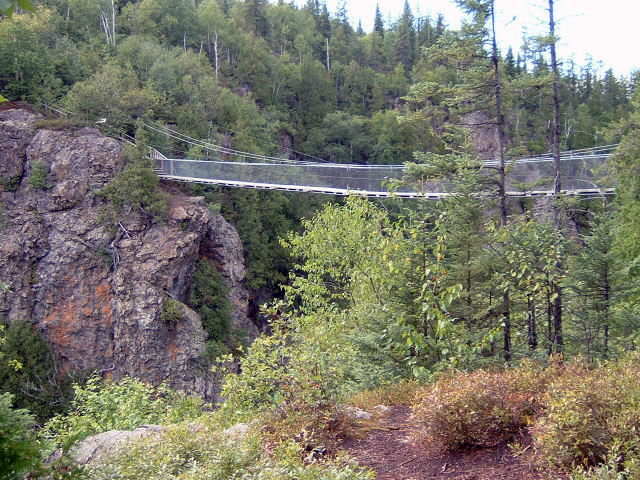
Pont suspendu du parc national d'Aiguebelle.

La région comporte deux parcs nationaux.
- Le parc national d'Aiguebelle, créé en 1985 et dont la gestion relève de la Société des établissements de plein air du Québec (Sépaq) depuis 1999. L'une des principales attractions du parc est sans aucun doute la passerelle suspendue construite en 1992 en partenariat avec le 34e régiment de génie de combat des forces armées canadiennes basé à Rouyn-Noranda;
- Le parc national d'Opémican, créé en décembre 2013 est situé au Témiscamingue

L'Abitibi-Témiscamingue est la troisième région forestière la plus importante sur 13. Parmi ces forêts, on retrouve la Forêt ancienne du Lac-Opasatica, la Forêt récréative de Val-d'Or,  le Parc-Aventure Joannès et la Forêt d’enseignement et de recherche du lac Duparquet.

### Événements et festivals
L'Abitibi-Témiscamingue est reconnue pour ses nombreux événements et festivals, dont certains jouissent d'une renommée au-delà des limites de la région, tels que le Festival de musique émergente à Rouyn-Noranda, le Festival du cinéma international, le Festival des Guitares du Monde, Osisko en lumière, la Foire gourmande de l'Abitibi-Témiscamingue et du Nord-Est ontarien (ATNEO) à Ville-Marie, le Rodéo du camion de Notre-Dame-du-Nord, la Foire du camionneur de Barraute ou encore, le Festival de la relève indépendante musicale en Abitibi-Témiscamingue. Également, la Troupe à cœur ouvert a souvent des productions en cours. Il y a aussi la Semaine des arts qui a lieu annuellement au Théâtre des Eskers.  

## Fermes agroalimentaires
Dans la MRC d'Amos, à Saint-Félix-de-Dalquier, se trouve une ferme agroalimentaire, Boréalait. Une autre ferme agroalimentaire, la ferme Nordvie, se trouve à St-Bruno-de-Guigues, de la MRC du Témiscamingue.

## Administration
La région de l'Abitibi-Témiscamingue est composée de 79 municipalités locales et 10 territoires non organisés répartis dans 5 municipalités régionales de comté (MRC). La ville de Rouyn-Noranda jouit également des pouvoirs d'une MRC et constitue donc un cas d'exception, il s'agit en fait d'un territoire équivalent.
La région es réclamé par la Nation algonquine et elle  comporte 4 réserves indiennes du Conseil tribal Anishinabeg (Kebaowek, Pikogan et Lac-Simon) et du Secrétariat des programmes et des services Anishinabeg (Timiskaming) ainsi que 3 établissements indiens du mêmes Conseil et Secrétariat (Hunter's Point, Winneway et Kitcisakik).
| Nom               | Chef-lieu   | Population 2021 | Superficie terrestre (km2) | Densité (hab./km2) |
| ----------------- | ----------- | --------------- | -------------------------- | ------------------ |
| Abitibi           | Amos        | 24 764          | 7 679,36                   | 3,22               |
| Abitibi-Ouest     | La Sarre    | 20 526          | 3 334,92                   | 6,15               |
| La Vallée-de-l'Or | Val-d'Or    | 43 347          | 24 292,04                  | 1,78               |
| Témiscamingue     | Ville-Marie | 16 132          | 19 154,1                   | 0,84               |
| Rouyn-Noranda     |             | 42 313          | 6 009,86                   | 7,04               |
| Région            | Région      | 147 082         | 64 663                     | 2,27               |

## Politique

### Ministre responsable
| Années | Années          | Député           | Parti                   |
| ------ | --------------- | ---------------- | ----------------------- |
|        | 2012 - 2014     | François Gendron | Parti québécois         |
|        | 2014 - 2018     | Luc Blanchette   | Parti libéral du Québec |
|        | 2018 - 2022     | Pierre Dufour    | Coalition avenir Québec |
|        | 2022 - 2023     | Mathieu Lacombe  | Coalition avenir Québec |
|        | 2023 - en cours | Jean Boulet      | Coalition avenir Québec |

### Circonscriptions électorales

#### Circonscriptions électorales provinciales
- Abitibi-Est : Pierre Dufour (CAQ)
- Abitibi-Ouest : Suzanne Blais (CAQ)
- Rouyn-Noranda–Témiscamingue : Daniel Bernard (CAQ)

#### Circonscriptions électorales fédérales
Ces circonscriptions sont partagées avec la région du Nord-du-Québec.
- Abitibi—Baie-James—Nunavik—Eeyou : Mandy Gull-Masty (PLC)
- Abitibi—Témiscamingue : Sébastien Lemire (BQ)

## Sport
Deux équipes de la Ligue junior majeur du Québec ont domicile dans la région : les Huskies de Rouyn-Noranda et les Foreurs de Val-d'Or. Les Huskies ont remporté la Coupe Memorial en 2019.
Plusieurs joueurs de hockey professionnels proviennent de la région : Serge Savard, Rogatien Vachon, Jacques Laperrière, Dave Keon, Sylvain Turgeon, Pierre Turgeon, Réjean Houle, Michel Brière, Éric Desjadins, Dany Sabourin, Stéphane Matteau et Nicolas Roy.
L'haltérophile Christine Girard a remporté deux médailles aux Jeux Olympiques. Denyse Julien s'est démarquée en badminton avant trois présences aux Jeux Olympiques.
La région a reçu la finale des Jeux du Québec à trois reprises : Amos en 1978 (hiver), Val-d'Or en 1987 (été) et Amos en 2005 (été).
Le Tour de l'Abitibi, organisé par Léandre Normand, se tient dans la région depuis 1969.

## Éducation

### Enseignement supérieur
La région bénéficie de deux institutions d'enseignement supérieur, soit le Cégep de l'Abitibi-Témiscamingue qui bénéficie de trois campus à Rouyn-Noranda, Amos et Val-d'Or. Quant à elle, l'Université du Québec en Abitibi-Témiscamingue bénéficie également de campus dans ces trois mêmes villes. Bien qu'elle offre plusieurs programmes dans un éventail varié de domaines de la connaissance, l'université se distingue notamment par ses champs d'études et ses cheminements en adéquation avec sa situation géographique, tels que les études autochtones, l'étude des mines et l'étude des forêts.

### Réseau public
Les services éducatifs publics de la région sont administrés par le ministère de l'Éducation du Québec et ses cinq centres de services scolaires francophones. Leur territoire desservi respectif correspond à celui de la commission scolaire du même nom, structure composée d'élus qui existait jusqu'en juin 2020.
- Centre de services scolaire Harricana (Commission scolaire Harricana)
- Centre de services scolaire du Lac-Abitibi (Commission scolaire du Lac-Abitibi)
- Centre de services scolaire du Lac-Témiscamingue (Commission scolaire du Lac-Témiscamingue)
- Centre de services scolaire de l'Or-et-des-Bois (Commission scolaire de l'Or-et-des-Bois)
- Centre de services scolaire de Rouyn-Noranda (Commission scolaire de Rouyn-Noranda)

### Niveau de scolarité
Selon un recensement fait par l'Institut de la statistique du Québec en 2019, le taux de scolarité de la population entre 25 et 64 ans de la région s'élève à 81,4 %. Le rapport Panorama des régions du Québec contient aussi les éléments suivants:
- 18,6 % de la population n'a aucun diplôme scolaire
- 16,4 % de la population est détenteur d'un diplôme d'études secondaires
- 28,6 % de la population est détenteur d'un certificat ou d'un diplôme d'études professionnelles (école de métiers)
- 16,7 % de la population est détenteur d'un certificat ou d'un diplôme d'études collégiales (cégep)
- 19,7 % de la population est détenteur d'un certificat, diplôme ou grade universitaire